# Warszawa Grochów
Warszawa Grochów – stacja postojowa, lokomotywownia i wagonownia PKP Intercity i Kolei Mazowieckich stanowiąca zaplecze techniczne dla stacji Warszawa Wschodnia. Obiekt położony jest we wschodniej części Warszawy, w dzielnicy Praga-Południe, na terenie Olszynki Grochowskiej. Na północno-zachodnim krańcu stacji znajduje się przystanek osobowy o tej samej nazwie, natomiast na południowo-wschodnim – przystanek osobowy Warszawa Olszynka Grochowska. Krzyżują się tu linie kolejowe nr 45, 452 i 545.

## Historia

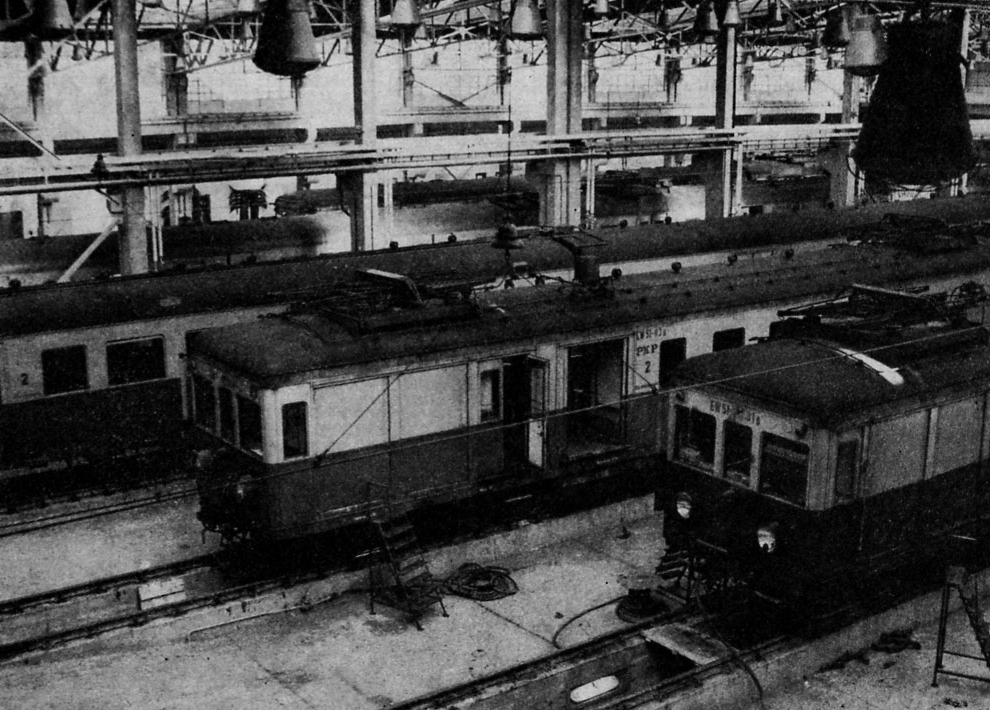
Jednostki serii EW51 w elektrowozowni Grochów

W 1936 miał miejsce początek obsługi i utrzymania zespołów trakcyjnych przez punkt rewidencki Warszawa Grochów, a w 1938 powstał budynek elektrowozowni.
4 września 1939 podczas zmasowanego bombardowania Warszawy grochowska wagonownia uległa zniszczeniu. Jako że Główne Warsztaty Elektrotrakcyjne i Elektrowozownia Szczęśliwice zostały zniszczone doszczętnie, główną bazą zaplecza technicznego stała się Elektrowozownia Grochów, do której zaczęto ściągać tabor. Naprawiano tu również zniszczone przez działania wojenne pojazdy o mniejszym zakresie prac. Wiosną 1940 zelektryfikowano łącznice do grochowskiej bazy, a wiosną 1941 do elektrowozowni dostarczono cztery pojazdy serii E600 oraz dokonano częściowej przebudowy ich instalacji i urządzeń elektrycznych.
W 1945 rozpoczęto porządkowanie elektrowozowni na Grochowie, a grupa pracowników wyruszyła na zachód w poszukiwaniu wywiezionych podczas wojny obrabiarek i innych urządzeń oraz ewakuowanego taboru kolejowego. Pod koniec 1945 w elektrowozowni rozpoczęto naprawę zdewastowanych w mniejszym stopniu zespołów trakcyjnych, a w marcu 1946 rozpoczęto remonty ściągniętej do Warszawy lokomotywy E203 i 10 EZT. Ze względu na pilną potrzebę odbudowy taboru podmiejskiego zrezygnowano z naprawy lokomotywy, a jej części wykorzystano do remontu zespołów. Wrak lokomotywy stał na Grochowie do 1958, kiedy to został zezłomowany.
W latach 1954–1956 zakłady Pafawag dostarczyły 20 sztuk EZT serii EW53, które zostały skierowane do pracy w Elektrowozowni Grochów, a na początku 1957 do Grochowa przybyły składy serii ED70. W latach 1972–1976 powstało 15 elektrowozów serii EP08, z których 14 przypisano do elektrowozowni, a w latach 1991–1996 na Grochów skierowano łącznie 36 lokomotyw serii EP09.

## PKP Intercity

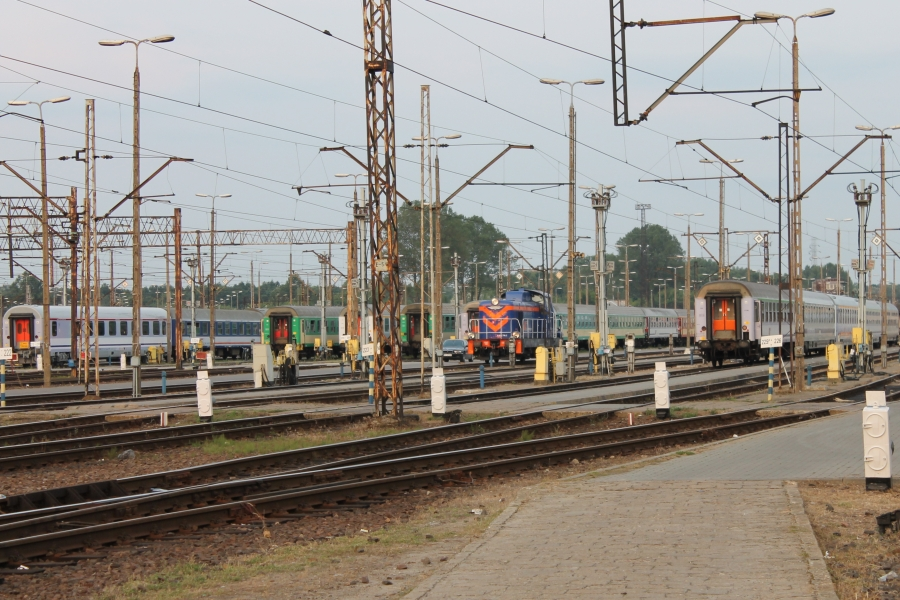
Wagony odstawione na torach postojowych

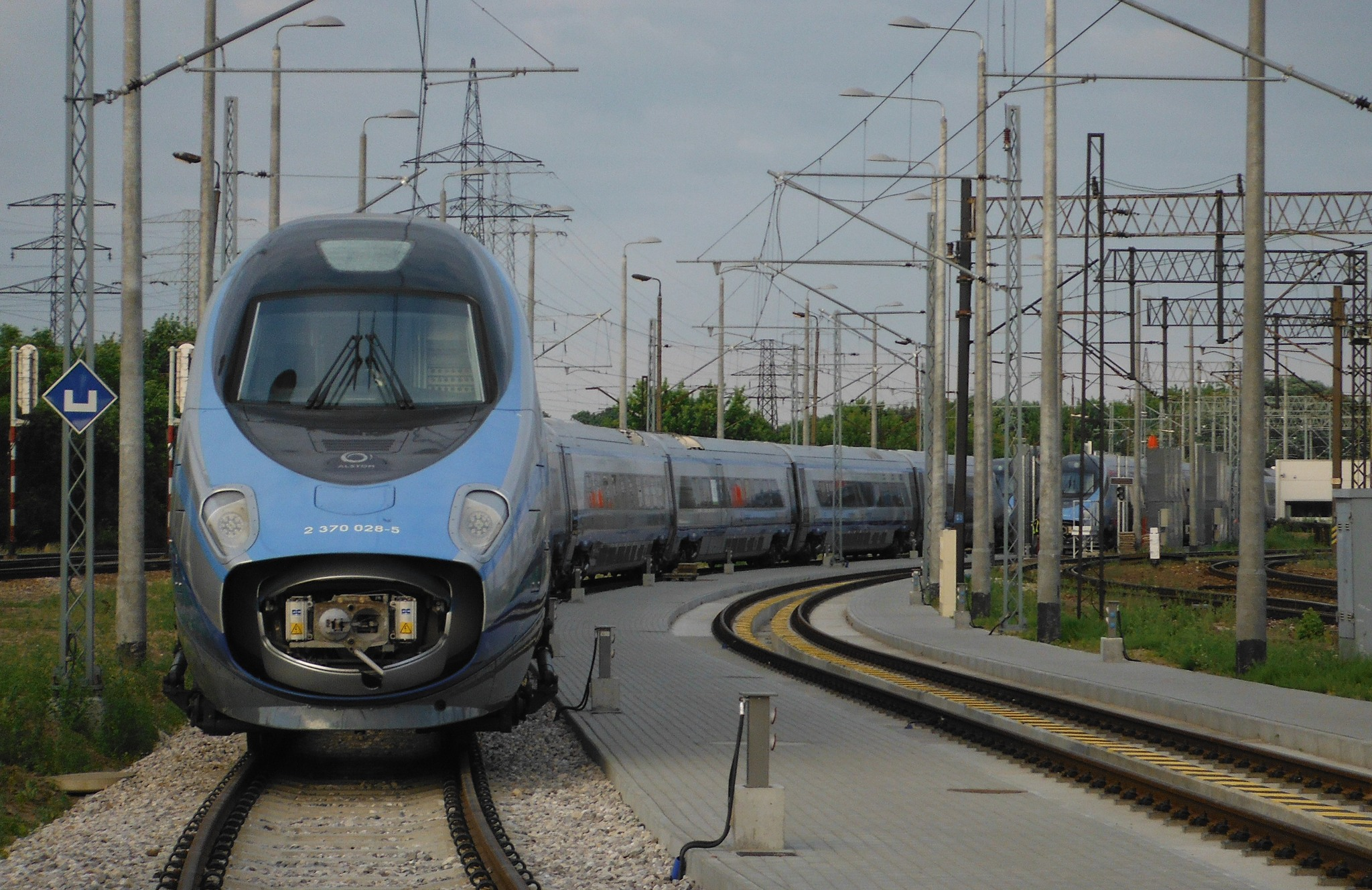
ED250-004 na torach odstawczych

W 2002 przewoźnik PKP Intercity przejął obsługę stacji od PKP. Obiekt zajmuje 64 ha, na których ułożonych jest 57 km torów. Na jego terenie znajdują się hale obsługi lokomotyw, napraw elektrycznych i mechanicznych oraz przeglądów wagonów. Na terenie tej bazy znajduje się również symulator lokomotyw EP09 i EU44. Codziennie ze stacji na szlak wyrusza około 70 pociągów. Jej układ torowy jest podzielony na cztery grupy przygotowania pociągów.
W 2017 PKP Intercity poinformowało, że planuje ogrodzić teren stacji oraz wybudować nową lokomotywownię.
Grupa nowa obsługuje składy przyjeżdżające i odjeżdżające w krótkim czasie oraz składy Berlin-Warszawa-Express. Na torach grupy przyjazdowej rewidenci dokonują oględzin wagonów oraz sprawdzają ich ogrzewanie i oświetlenie. W przypadku wykrycia usterki pojazd jest wyłączany, a na jego miejscu umieszcza się sprawny. Sprawdzony skład przechodzi przez kolejne etapy ciągu technologicznego i jedzie na myjnię z zamkniętym obiegiem wody. Pudła wagonów są myte co 1–2 dni, natomiast co 2 tygodnie ma miejsce dokładne czyszczenie okresowe.
Hala całopociągowa została oddana do użytku 17 kwietnia 2000. Jest to największy budynek na całej stacji – ma długość 420 m, szerokość 24 m i jest wyposażona w 3 niezależne tory umożliwiające równoległą obsługę trzech składów 16-wagonowych. Każdy z torów posiada osobne poziomy dla obsługi podwozi i wnętrz wagonów. W obiekcie wykonywane są przeglądy międzypociągowe. Pracownicy hali sprawdzają układ jezdny oraz dokonują ewentualnych napraw podzespołów. Opróżniane są zbiorniki zamkniętych układów toalet oraz czyszczone i odkurzane wnętrza wagonów. Dokonywane są także przeglądy ogrzewania, klimatyzacji i oświetlenia. W 2007 obiekt ten został zmodernizowany. Od 1 września 2015 na okres 18 miesięcy Stadler Polska wynajął jeden tor w hali oraz pomieszczenia biurowe, socjalne i magazyn w celu świadczenia usługi utrzymania składów FLIRT³ zamówionych przez przewoźnika.
Grupa odjazdowa to miejsce, w którym składy wagonów sprawdzane są tuż przed wyjazdem w trasę. Kontroluje się tu układy pneumatyczne i elektryczne oraz wyposażenie, przeprowadza próby hamulca oraz przypina się lokomotywy. Cały proces jest koordynowany i nadzorowany przez dyspozytora.
„Siódma faza” to obszar, w którym wagony oczekują na naprawy okresowe.

### Centrum Serwisowe Pociągów Dużych Prędkości

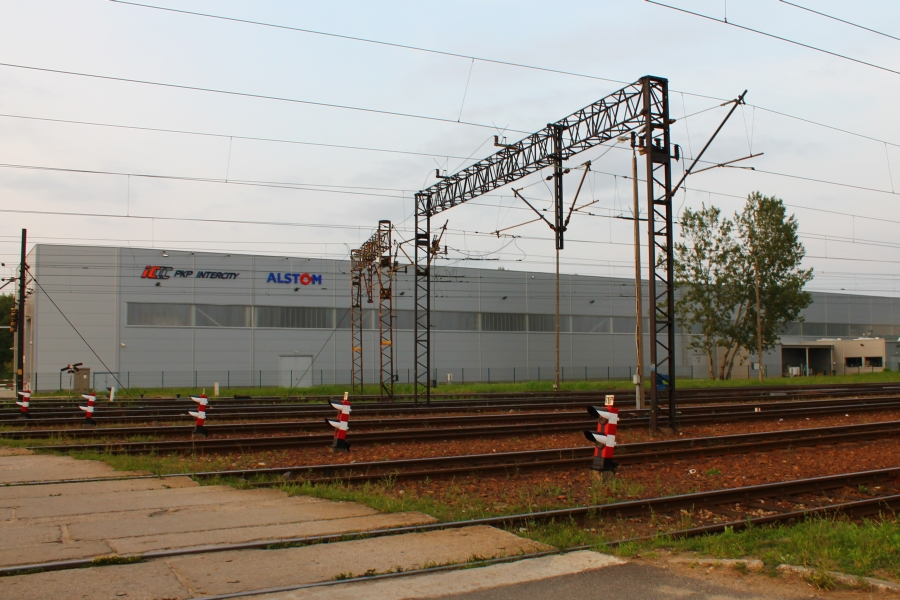
Hala warsztatowa składów Alstom EMU250

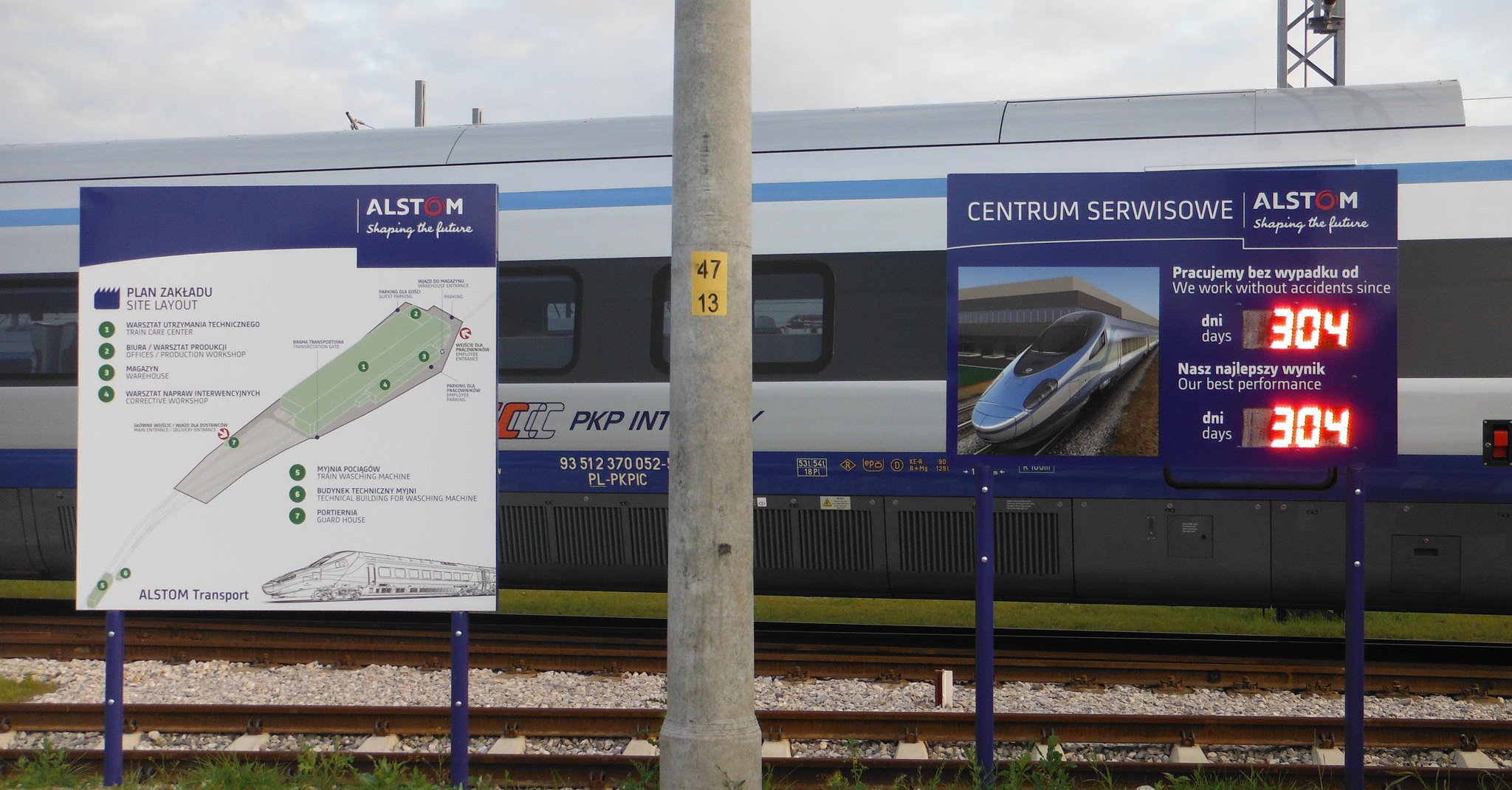
Tablica informacyjna CSPDP

W listopadzie 2012 rozpoczęła się budowa nowego obiektu na terenie stacji Warszawa Grochów, pod koniec stycznia 2013 miało miejsce uroczyste wmurowanie kamienia węgielnego pod tę inwestycję, a 9 kwietnia 2014 obiekt został oddany do użytku.
Obiekt znajduje się przy ul. Kozia Górka 9 w Warszawie, nieopodal bazy PKP Intercity. Centrum zajmuje powierzchnię 1,2 ha i znajduje się na działce o powierzchni 2,5 ha. Obiekt składa się z hali warsztatowej, infrastruktury kolejowej, zaplecza biurowo-socjalnego i automatycznej myjni. W jego skład wchodzą również blisko 2 km torów z trakcją. Hala warsztatowa przewidziana dla składów ED250 Pendolino jest wyposażona w 3 tory utrzymaniowe i 2 tory naprawcze.
Na pierwszych czterech torach centrum serwisowego wykonywane są przeglądy cykliczne. Wzdłuż nich zamontowanych jest siedem stanowisk systemu CET (asenizacja i nawadnianie) obsługujących toalety pociągów serii ED250. Tory te w hali posiadają sztywną sieć trakcyjną, która jest wysuwana i chowana na ramionach. Zasilana jest prądem stałym o napięciu 3 kV, ale istnieje możliwość jej zasilenia również prądem przemiennym o napięciu 15 lub 25 kV. Tor piąty nie jest wyposażony w sieć i służy do przeprowadzania dłuższych napraw okresowych, podczas których pociągi są odłączone od zasilania. Wzdłuż toru zamontowanych jest 28 podnośników Kutruffa pozwalających na podniesienie całego składu.
Zastosowana w centrum serwisowym tokarka podtorowa jest sterowana z rozdzielni i składa się z dwóch tokarek, które wykonują swoją pracę niezależnie i jednocześnie na dwóch wózkach. Jest to jedyne urządzenie tego typu w Polsce i jedno z kilku w Europie. Na torze sąsiadującym z torem, na którym znajduje się tokarka, zainstalowano zapadnię do demontażu wózków i wymiany zestawów kołowych.
Pod sufitem hali zamontowano dwie suwnice. Jedna z nich o udźwigu 10 Mg służy do przenoszenia wózków, drugą natomiast o udźwigu 1,5 Mg transportuje się elementy dachowe pojazdów.
Na terenie centrum znajduje się myjnia przejazdowa, a w jej pobliżu instalacja do odladzania oraz zabezpieczania podwozi.
W warsztatach utrzymania technicznego Pendolino zastosowano zabezpieczenia w technice interlockingu. Wykorzystuje się je m.in. do ochrony wejścia na podest przed przypadkowymi osobami.
W obiekcie jest zakaz wykorzystywania pojazdów spalinowych, dlatego do przetaczania pociągów po całej hali wykorzystywana jest elektryczna jednostka Zefir. Na terenie hali można również spotkać wyprodukowany w Polsce wózek z instalacją podawania piasku do piasecznic pociągów serii ED250.

## Koleje Mazowieckie

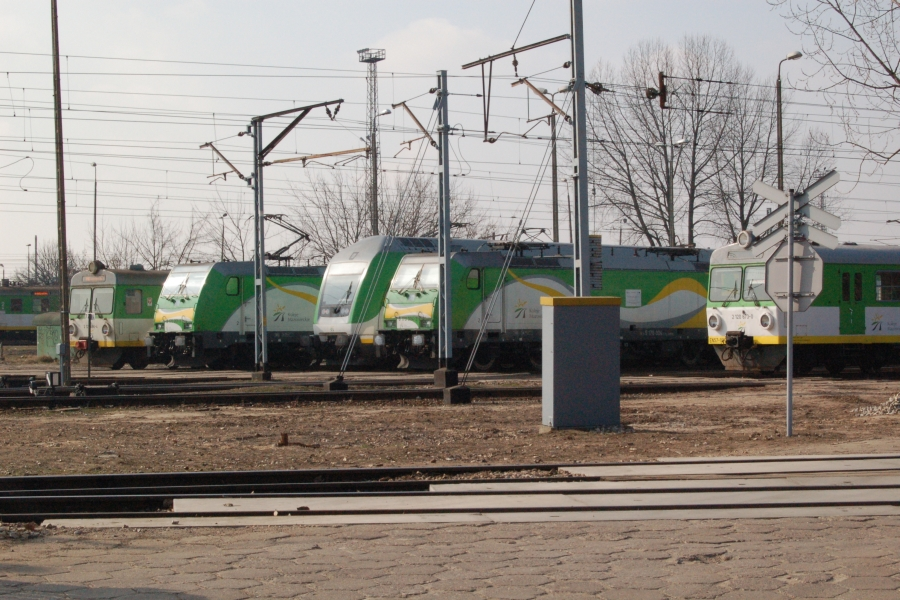
Tory odstawcze Kolei Mazowieckich

Na terenie Sekcji Napraw i Eksploatacji Taboru Warszawa Grochów należącej do Kolei Mazowieckich znajduje się m.in. elektrowozownia wyposażona w kanały rewizyjne, tokarka podtorowa oraz warsztaty rzemieślnicze.
W styczniu 2015 na terenie bazy KM otwarto instalację antyoblodzeniową. System znajduje się na torze 34. za rozjazdem 833 w kierunku wyjazdowym. Zabezpieczenie przed oblodzeniem polega na natryskiwaniu specjalnego płynu zabezpieczającego.